# Хлебозеро
Хле́бозеро (карел. Njuga) — деревня в составе Ведлозерского сельского поселения Пряжинского национального района Республики Карелия.

## Общие сведения
Расположена на берегах озёр Хлебное и Пелтери.

## Население
| 2002 | 2010 | 2013 |
| ---- | ---- | ---- |
| 33   | ↘26  | ↗27  |